# Costituzione monegasca del 1962
L'attuale Costituzione del Principato di Monaco (in francese: Constitution monégasque de 1962) è la legge fondamentale che unisce in modo organizzato e gerarchico tutti i rapporti tra coloro che governano e coloro che sono governati nel Principato. Fu adottata il 17 dicembre 1962; è stata rivista dalla legge n. 1249 del 2 aprile 2002.

## Separazione e ripartizione dei poteri

### Ramo esecutivo
Il principe mantiene il massimo potere esecutivo, ma il capo del governo del principato è il ministro di stato, che presiede un Consiglio di governo a sei membri, consiglia il principe ed è responsabile dell'applicazione delle leggi.
Gli affari locali del principato (cioè l'amministrazione dei quattro quartieri di Monaco Vecchia, La Condamine, Monte Carlo e Fontvieille) sono diretti dal Consiglio Comunale, che è composto da quindici membri eletti ed è presieduto dal sindaco.
Con la riforma costituzionale del 2002 il Ministro di Stato non viene più scelto da una lista proposta dal governo francese ma viene scelto con maggiore libertà dal Principe dopo però una consultazione con il governo di Parigi.

### Ramo legislativo
Secondo l'attuale costituzione, il principe condivide il suo potere con il Consiglio nazionale unicamerale, l'organo legislativo del Principato. Sebbene sia indipendente dal principe e possa agire in contrasto con i suoi desideri, è però richiesta la sua firma per confermare una delle leggi proposte.

### Ramo giudiziario
Il potere giudiziario è investito nel principe, che delega le procedure giudiziarie ai vari tribunali, che garantiscono la prosecuzione della giustizia in suo nome. L'indipendenza dei giudici è garantita dalla costituzione. Il Tribunale supremo del Principato di Monaco è composto da cinque membri principali e due giudici assistenti nominati dal principe sulla base delle nomine del Consiglio nazionale e di altri organi governativi. Il Tribunale supremo è la più alta corte per i ricorsi giudiziari e interpreta la costituzione quando necessario. Il sistema legale di Monaco, strettamente legato a quello della Francia, è modellato sul Codice napoleonico.